# Борута Василь Михайлович
Васи́ль Миха́йлович Бору́та (нар. 23 серпня 1971 — 2 вересня 2015) — старший сержант Збройних сил України, учасник російсько-української війни.

## Життєпис
Народився 1971 року в селі Шандровець Турківського району Львівської області. Навчався в школі села Шандровець, закінчив школу села Вовче, турківську автошколу, Самбірський технікум економіки та інформатики.
На військовій службі у лавах Збройних Сил України з 11 листопада 1997 року, проживав з родиною в Самборі. Старший сержант, заступник командира 1-го автомобільного відділення автомобільного взводу роти матеріально-технічного забезпечення, 703-й інженерний полк, брав участь в миротворчих операціях ООН.
Помер 2 вересня 2015 року під час обслуговування та ремонту техніки, зазнавши бойових травм поблизу села Покровське Артемівського району.
Без Василя лишилися дружина Оксана та двоє дітей.
Похований у місті Самбір.

## Вшанування
- Його іменем зазвана Шандровецька гімназія.[1]